# Собор Рождества Пресвятой Богородицы (Орехово-Зуево)
Кафедра́льный собо́р Рождества́ Пресвято́й Богоро́дицы — православный храм в городе Орехово-Зуево. Является сокафедралным собором Балашихинской и Орехово-Зуевской епархии Русской православной церкви. Входит в состав Орехово-Зуевского благочиния, являясь, одновременно, главным храмом благочиния.

## История
Строительство церкви в честь Рождества Пресвятой Богородицы началось в Зуеве в 1872 году и велось под руководством священника Феодора Орловского. В 1890 году новопостроенный храм освятил епископ Можайский Александр (Светланов).
Собор имеет форму четырёхугольника площадью 1240 м². Имеет пять куполов и символизирует духовный корабль. Имеет четыре престола: три основных престола (Рождества Божией Матери, святителя Николая и великомученика Пантелеимона) и установленный в 2006 году престол в память Всех святых, в земле Российской просиявших.
В советское время храм практически не закрывался; после Великой Отечественной войны был одним из трёх действовавших городских соборов в Московской области (наряду со Свято-Троицким собором в Подольске и Александро-Невским в Егорьевске).
В 1934—1935 годах диаконом в соборе служил Алексей Протопопов, в будущем священномученик.
В настоящее время на территории собора находится 2 духовно-просветительских центра, в одном из которых располагается воскресная школа, библиотека и паломнический центр «Благодатный дом». На благоустроенной территории центрального храма города находится пруд, спортивная и детская площадки.

## Духовенство
- Настоятель храма — Протоиерей Андрей Коробков
- Иеромонах Сергий (Светлов)
- Священник Иоанн Трохин
- Священник Виталий Севостьянов
- Священник Иоанн Борзых
- Священник Александр Баранчиков
- Диакон Андрей Нелидов[3]